# Доминанта (физиология)
Домина́нта — явление временного господства определённого возбуждения, либо устойчивый очаг повышенной возбудимости нервных центров, при котором возбуждения, приходящие в центры возбуждения, служат усилению возбуждения в очаге, тогда как в остальной части нервной системы широко наблюдаются явления торможения.

## История
Понятие введено русским физиологом Алексеем Алексеевичем Ухтомским, который разрабатывал учение о доминанте с 1919 года, основываясь на работах Н. Е. Введенского и других физиологов; при этом первые наблюдения, указывающие на идею доминанты.

Оно заключалось в том, что на собаке, в период подготовления к дефекации, электрическое раздражение коры головного мозга не даёт обычных реакций в конечностях, а усиливает возбуждение в аппарате дефекации и содействует наступлению в нём разрешающего акта. Но как только дефекация завершилась, электрическое раздражение коры начинает вызывать обычные движения конечностей.
— Ухтомский А. А. Доминанта и интегральный образ. — 1924.
Однако Ухтомский не обнародует сведений о доминанте вплоть до 1922 года, когда он выступил с докладом о доминанте. В 1923 он публикует работу «Доминанта как рабочий принцип нервных центров»; затем принцип доминанты обсуждается им во многих других, более поздних, работах. Слово «доминанта» Ухтомский заимствовал из книги Рихарда Авенариуса «Критика чистого опыта».

## Принцип доминанты
Во все моменты жизнедеятельности создаются условия, при которых выполнение какой-либо функции становится более важным, чем выполнение других функций. Выполнение данной функции подавляет другие функции.
Одним из ярких примеров доминанты можно назвать доминанту полового возбуждения у кошки, изолированной от самцов в период течки. Различные раздражители (призыв к миске с едой, стук тарелок накрываемого стола) вызывают в данном случае не мяуканье и оживлённое выпрашивание пищи, а лишь усиление симптомокомплекса течки. Введение даже больших доз бромистых препаратов не способно стереть эту половую доминанту в центрах.

## Учение о доминанте и констелляции нервных центров
Доминанта, по мнению Ухтомского, есть комплекс определённых симптомов во всём организме — и в мышцах, и в секреторной работе, и в сосудистой деятельности. Она представляется не как топографически единый пункт возбуждения в центральной нервной системе, но как «определённая констелляция центров с повышенной возбудимостью в разнообразных этажах головного и спинного мозга, а также в автономной системе».
Роль нервного центра может существенно изменяться: из возбуждающей становиться тормозящей для одних и тех же приборов в зависимости от состояния, переживаемого нервным центром в данный момент. В различных ситуациях нервный центр может приобретать разное значение в физиологии организма. «Вновь приходящие волны возбуждения в центрах будут идти по направлению главенствующего сейчас очага возбуждения».
Ухтомский считал, что доминанта способна трансформироваться в любое «индивидуальное психическое содержание». Однако доминанта не является прерогативой коры головного мозга, это общее свойство всей центральной нервной системы. 
Доминанты бывают низшие, соответствующие низшим ступеням иерархии потребностей, и высшие. Высшие доминанты характеризуются долговременностью процесса их формирования. «Низшие» доминанты носят физиологический характер, «высшие» — возникающие в коре головного мозга — составляют физиологическую основу «акта внимания и предметного мышления».
Многочисленные исследования, проведённые Ухтомским, его коллегами и независимыми учёными свидетельствовали о том, что доминанта играет роль общего рабочего принципа нервных центров.
Для Ухтомского доминанта была тем, что определяет направленность человеческого восприятия. Доминанта служила тем самым фактором, который интегрирует ощущения в целую картинку (здесь можно провести параллель с гештальтом). Ухтомский считал, что все отрасли человеческого опыта, в том числе и наука, подвержены влиянию доминант, при помощи которых подбираются впечатления, образы и убеждения.

Чтобы овладеть человеческим опытом, чтобы овладеть самим собою и другими, чтобы направить в определённое русло поведение и саму интимную жизнь людей, надо овладеть физиологическими доминантами в себе самих и окружающих.
— Ухтомский А. А. Доминанта и интегральный образ. — 1924.

## Свойства доминантного центра
- повышенная возбудимость;
- способность к суммации;
- возбуждение характеризуется высокой стойкостью (инертностью);
- способность растормаживаться.